# Les mots d'amour n'ont pas de dimanche
Chansons représentant la France au Concours Eurovision de la chanson
Européennes
(1986) Chanteur de charme
(1988)
Les mots d'amour n'ont pas de dimanche est une chanson interprétée par la chanteuse française Christine Minier pour représenter la France au Concours Eurovision de la chanson 1987 qui se déroulait à Bruxelles, en Belgique.

## Thème
La chanson est une ballade, avec l'interprète qui chante d'une « petite fille » qui explique que « les mots d'amour n'ont pas de dimanche », par lequel elle signifie qu'il n'y a aucun moyen de les contrôler.

## Concours Eurovision de la chanson
Elle est intégralement interprétée en français, langue nationale, comme l'impose la règle entre 1976 et 1999. L'orchestre est dirigé par Jean-Claude Petit.
Il s'agit de la quinzième chanson interprétée lors de la soirée, après Rikki qui représentait le Royaume-Uni avec Only the Light et avant Wind qui représentait l'Allemagne de l'Ouest avec Laß die Sonne in dein Herz. À l'issue du vote, elle a obtenu 44 points, se classant 14e sur 22 chansons,.

## Liste des titres
| A1. | Les mots d'amour n'ont pas de dimanche | Gérard Curci | Marc Minier | 3:47 |
| B1. | Feu vert                               | Gérard Curci | Marc Minier | 3:39 |

## Historique de sortie
| Pays   | Date | Format   | Label |
| ------ | ---- | -------- | ----- |
| France | 1987 | 45 tours | Tréma |
| Canada | 1987 | 45 tours | Tréma |